# Schobert & Black

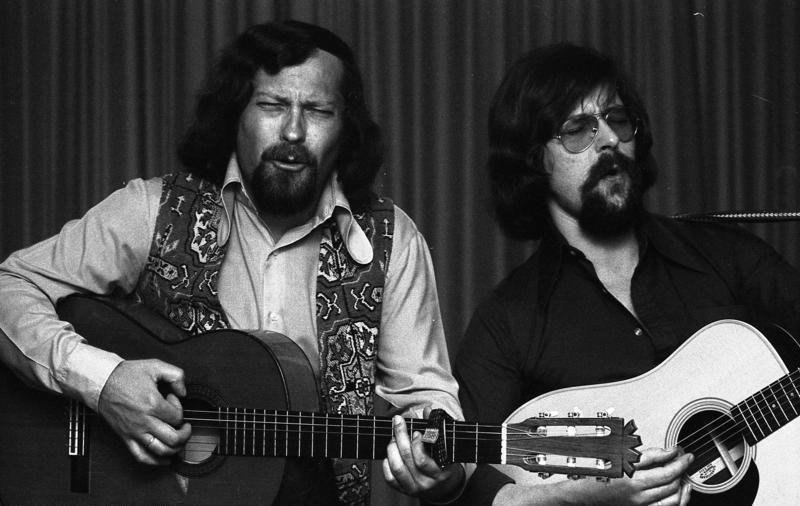
Schobert und Black 1974 in Bonn

Schobert & Black (häufig auch Schobert und Black) war ein deutsches Liedermacher-Duo. Es bestand aus Wolfgang „Schobert“ Schulz und Lothar „Black“ Lechleiter und hatte seine größten Erfolge in den 1970er Jahren.
Schobert & Black sangen sowohl kritische politische als auch Nonsens-Lieder, die sie selbst als „Höheren Blödsinn“ bezeichneten. Ihrer eigenen Aussage nach waren die „Erfinder des Höheren Blödsinns“ jedoch Ulrich Roski und Hanns Dieter Hüsch, mit denen sie auch oft gemeinsam auftraten. Bekannt wurden ihre gesungenen selbstvertonten Limericks, die größtenteils aus dem Werk Limerick Teutsch des Dichterduos Georg Bungter und Günter Frorath stammten. Auch Klapphornverse wurden gern vorgetragen. Bei ihren Auftritten waren die meisten Ansagen und Überleitungen eigenständige Textwerke voller Sprachwitz und -akrobatik, die an Dauer die vorgetragenen Lieder oft deutlich übertrafen.

## Biographie

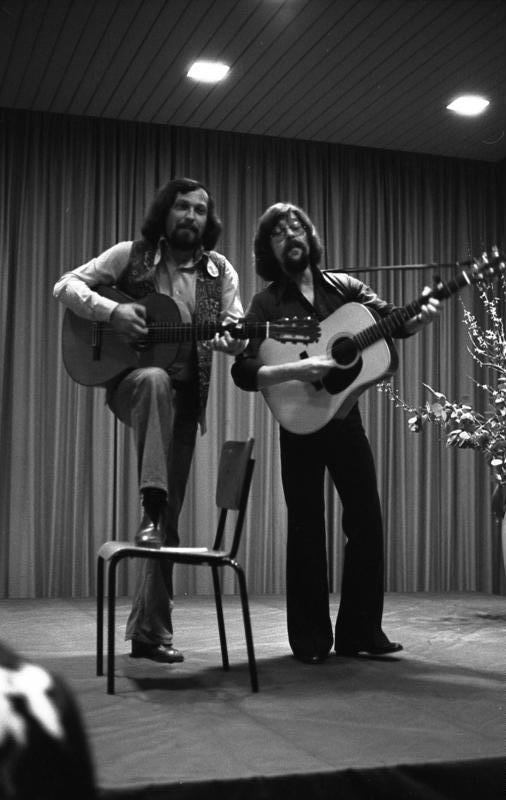
Schobert & Black

Wolfgang „Schobert“ Schulz  (* 2. Juli 1941 in Stettin, Provinz Pommern; † 24. September 1992 in Berlin) sang ab 1961 mit seinem Schulkameraden Reinhard Mey und einem wechselnden dritten Mann als „Les trois Affamés“ (Die drei Verhungerten) englische, französische und spanische Folkmusik sowie selbstvertonte Balladen von François Villon und Gedichte von Georg von der Vring, unter anderem mit Peter Rohland.
Lothar „Black“ Lechleiter (* 13. Mai 1942 im ostpreußischen Ebenrode) machte ebenfalls seit 1961/62 in verschiedenen Gruppen Folkmusik und traf im Herbst 1965 auf Schobert. Beide verstanden sich auf Anhieb und gründeten noch im Herbst 1965 das Duo „Schobert und Black“. Im Sommer 1966 traten sie auf der Burg Waldeck erstmals als Schobert & Black beim Festival Chanson Folklore International auf. Ihr Repertoire bestand zunächst aus Vertonungen von Texten von Fritz Graßhoff und Nachdichtungen französischer Chansons. Später sangen sie hauptsächlich Chansons sowie politisch-satirische und lustige Lieder mit Texten von Günter Bruno Fuchs, Volker Ludwig, Felix Rexhausen oder aus eigener Feder.
Schobert lieferte dazu die Kompositionen und Arrangements sowie viele Texte, die zum Teil in Zusammenarbeit mit Black oder Schoberts Schulfreund Wolfgang Eickelberg entstanden. Darüber hinaus schrieb Schobert auch für Kollegen wie Joana, Antonia Maass und Inga und Wolf und produzierte Künstler wie Hanns Dieter Hüsch, für dessen Album Abendlieder Schobert zu sämtlichen Titeln die Orchesterarrangements ausarbeitete.
In Anspielung auf Blacks Heimat waren auch Lieder im ostpreußischen Dialekt in ihrem Repertoire.
Insgesamt viermal waren Schobert & Black auf der Burg Waldeck. Black war bereits 1964 mit den „Neussern“, später „Pontocs“, auf der Burg gewesen und hatte überwiegend südamerikanische und afrikanische Lieder gespielt. 1969 folgte die erste Tour Schobert & Blacks mit Hannes Wader. Nachdem sie Anfang der 1970er Jahre mit Hüsch auf Konzertreise gegangen waren, tourten sie 1973/74 gemeinsam mit Ulrich Roski und Hannes Wader. Im Jahre 1975 wurden Schobert & Black mit dem Deutschen Kleinkunstpreis in der Kategorie Chanson ausgezeichnet.
Mehr als 20 Langspielplatten wurden von Wolfgang Schulz und Lothar Lechleiter veröffentlicht, darunter ein Doppelalbum mit Kalenderliedern nach Texten von Fritz Graßhoff und Felix Rexhausen sowie zwei Live-Doppelalben. Schobert & Black hatten jährlich bis zu 300 Auftritte und füllten dabei auch die größten Säle, wie die Grugahalle in Essen und die Philharmonie in West-Berlin. Ende der 1970er Jahre moderierten Schobert & Black gemeinsam die Fernsehserie Trickbonbons. Im Jahre 1985 beschlossen sie, zukünftig künstlerisch getrennte Wege zu gehen.

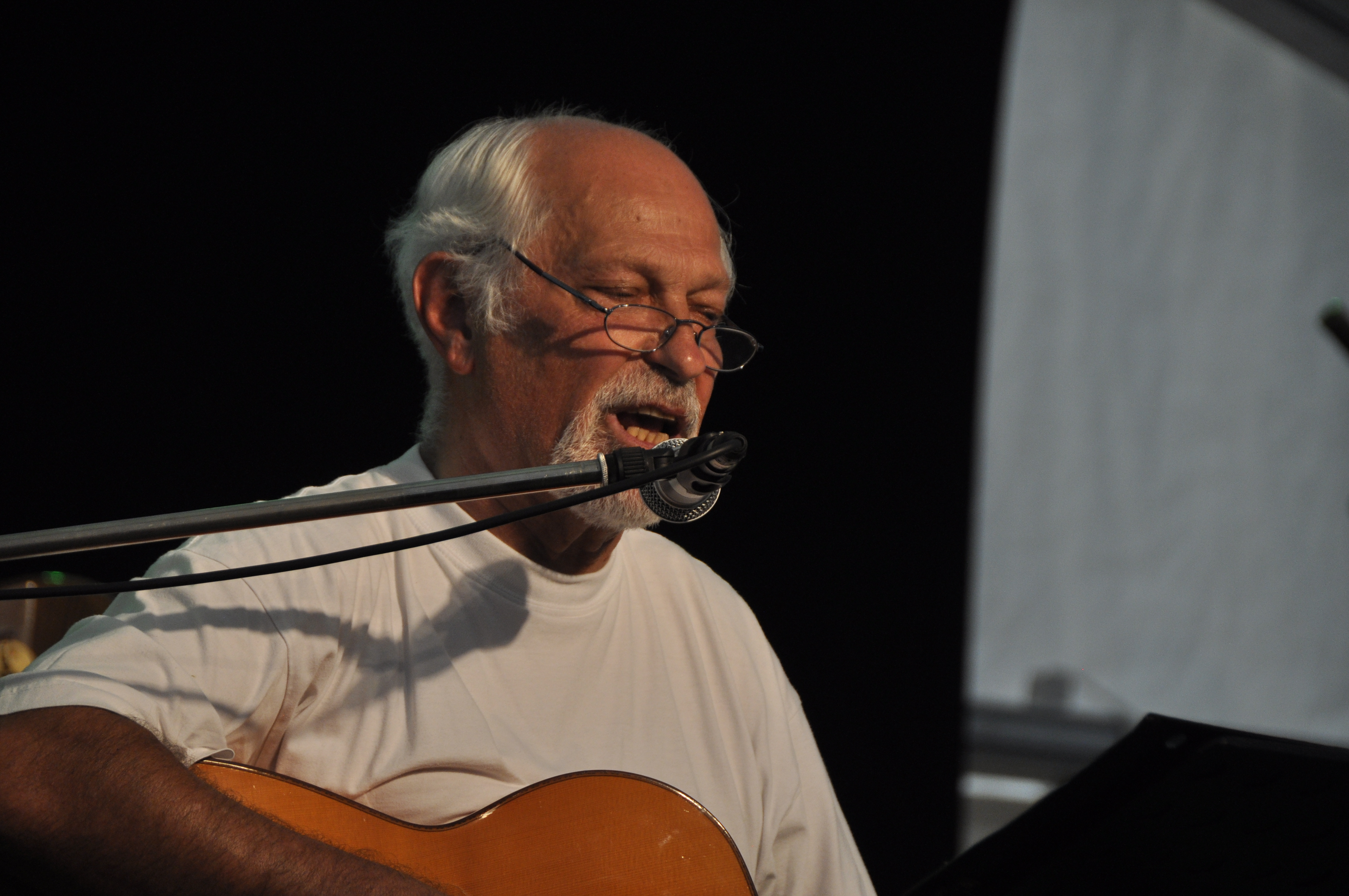
Black 2014 beim Liederfest auf der Burg Waldeck

Black tritt von Zeit zu Zeit noch auf, unter anderem auf der Burg Waldeck und, bis zu dessen Tod 2018, mit Ingo Insterburg als „Insterburg & Black“. Ebenso veröffentlicht er weiter Tonträger, zum Beispiel 2004 zusammen mit Pit Klein eine CD zu Leben und Werk von Fritz Graßhoff. Schobert starb während der Arbeit an einer Solo-LP 1992 in Berlin an plötzlichem Herzversagen.

## Diskografie
- 1967: Die singenden Bärte – mit Lästersongs und moralischen Liedern (xenophon)
- 1968: Deutschland oder Was beißt mich da?  (xenophon)
- 1971: Löns mir ein grünes Lied  (Philips)
- 1972: Mein einziger Freund  (Telefunken)
- 1972: Das Holzwollschnitzelwerk  (Telefunken)
- 1973: Schobert & Black & Roski: Euch zuliebe (Telefunken)
- 1973: Schobert & Black & Roski: Hits der Bänkel-Barden (Telefunken)
- 1973: Lebend (Doppelalbum, live) (Telefunken)
- 1974: Gut geht's uns  (Telefunken)
- 1974: Parsifal GmbH & Co KG (Telefunken)
- 1975: Starportrait (Intercord)
- 1975: Das ganze Jahr (Doppelalbum) (Telefunken)
- 1976: Radschläge (Telefunken)
- 1977: In unsrer Eigenschaft als Freund (Telefunken)
- 1978: Na denn (Doppelalbum, live) (Telefunken)
- 1979: Schobert & Black & Inga: …denn ich bin ein Untertan (Telefunken)
- 2001: Lebend (best of live) (EBM)
- 2002: Na Denn (live Folge 2) (EBM)
- 2004: So weit, so Gehöft! (EBM)
- 2004: Die singenden Bärte/Deutschland oder was beißt mich da? (Conträr Musik)
- 2008: Höherer Blödsinn, die Vierte (EBM)